# Nilgiri Mountain Railway
| Ein Nilgiri-Zug auf Bergfahrt im Zahnradabschnitt. |                                     |                                      |                   |
| Streckenlänge: | 46 km                               |                                      |                   |
| Spurweite: | 1000 mm (Meterspur)                 |                                      |                   |
| Maximale Neigung: | Adhäsion 40 ‰ Zahnstange 81,5 ‰     |                                      |                   |
| Zahnstangensystem: | Abt                                 |                                      |                   |
| Streckengeschwindigkeit: | Adhäsion 32 km/h Zahnstange 13 km/h |                                      |                   |
| |                                     |                                      |                   |
| \| \| 0,0 \| Mettupalayam Anschl. nach Coimbatore \| 326 m \| \| \| 7,5 \| Kallar \| 384 m \| \| \| 7,8 \| Beginn Zahnstange \| Beginn Zahnstange \| \| \| \| Ende Zahnstange \| \| \| \| 12,3 \| Adderly \| 727 m \| \| \| \| Beginn Zahnstange \| \| \| \| \| Ende Zahnstange \| \| \| \| 17,3 \| Hillgrove \| 1093 m \| \| \| \| Beginn Zahnstange \| \| \| \| \| Ende Zahnstange \| \| \| \| 22,1 \| Runneymede \| 1408 m \| \| \| \| Beginn Zahnstange \| \| \| \| 24,6 \| Kateri Road \| 1563 m \| \| \| 26,7 \| Ende Zahnstange \| Ende Zahnstange \| \| \| 27,1 \| Coonoor \| 1711 m \| \| \| 28,6 \| Wellington \| 1769 m \| \| \| 31,4 \| Aruvankadu \| 1873 m \| \| \| 37,3 \| Ketti \| 2092 m \| \| \| 41,8 \| Lovedale \| 2192 m \| \| \| 43,3 \| \| 2226 m \| \| \| 44,0 \| Fernhill \| 2218 m \| \| \| 45,9 \| Udagamandalam (Ooty) \| 2203 m \| |                                     |                                      |                   |
| Kopfbahnhof Streckenanfang | 0,0                                 | Mettupalayam Anschl. nach Coimbatore | 326 m             |
| Dienststation / Betriebs- oder Güterbahnhof | 7,5                                 | Kallar                               | 384 m             |
| | 7,8                                 | Beginn Zahnstange                    | Beginn Zahnstange |
| |                                     | Ende Zahnstange                      |                   |
| Dienststation / Betriebs- oder Güterbahnhof | 12,3                                | Adderly                              | 727 m             |
| |                                     | Beginn Zahnstange                    |                   |
| |                                     | Ende Zahnstange                      |                   |
| Bahnhof | 17,3                                | Hillgrove                            | 1093 m            |
| |                                     | Beginn Zahnstange                    |                   |
| |                                     | Ende Zahnstange                      |                   |
| Dienststation / Betriebs- oder Güterbahnhof | 22,1                                | Runneymede                           | 1408 m            |
| |                                     | Beginn Zahnstange                    |                   |
| ehemaliger Bahnhof | 24,6                                | Kateri Road                          | 1563 m            |
| | 26,7                                | Ende Zahnstange                      | Ende Zahnstange   |
| Bahnhof | 27,1                                | Coonoor                              | 1711 m            |
| Bahnhof | 28,6                                | Wellington                           | 1769 m            |
| Bahnhof | 31,4                                | Aruvankadu                           | 1873 m            |
| Bahnhof | 37,3                                | Ketti                                | 2092 m            |
| Bahnhof | 41,8                                | Lovedale                             | 2192 m            |
| Kulminations-/Scheitelpunkt | 43,3                                |                                      | 2226 m            |
| ehemaliger Haltepunkt / Haltestelle | 44,0                                | Fernhill                             | 2218 m            |
| Kopfbahnhof Streckenende | 45,9                                | Udagamandalam (Ooty)                 | 2203 m            |

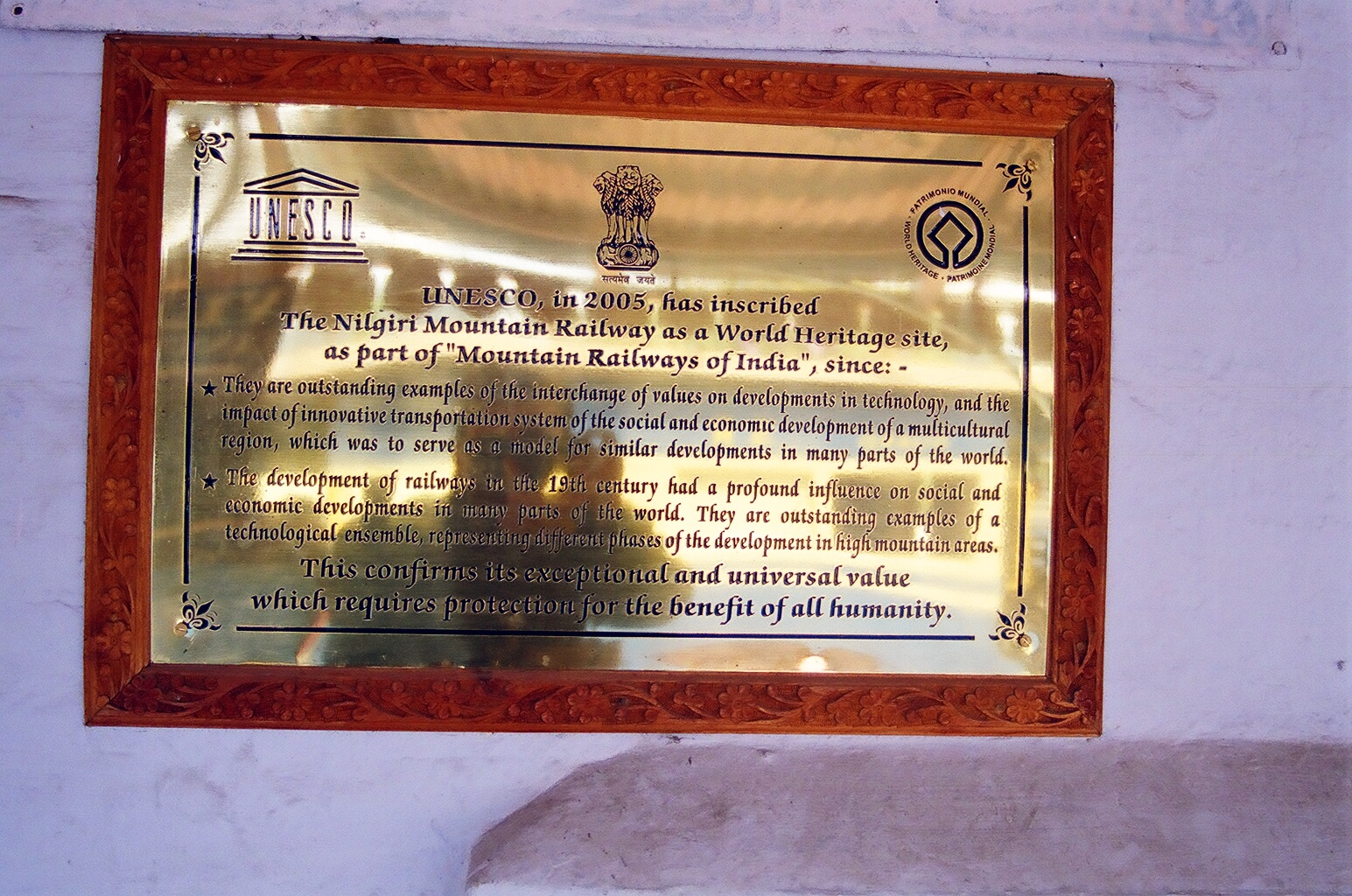
Schild im Bahnhof von Coonoor, das die NMR als Teil des Weltkulturerbes feiert.

Zahnstangenantrieb (hier: einlamellige Zahnstange).

Die Nilgiri Mountain Railway (NMR, Nilgiri-Gebirgsbahn) verbindet die Stadt Mettupalayam mit der Bergstation Udagamandalam (Ooty), im Nilgiri-Gebirge in Südindien. Beide Orte liegen im Bundesstaat Tamil Nadu. Es ist die einzige indische Zahnradbahn. Die Bahn verwendet 2-Lamellen-Zahnstangen nach dem Abt-System des Schweizer Ingenieurs Roman Abt.
Die NMR hat eine Spurweite von 1000 mm, aber keine Verbindung zu anderen Schmalspurbahnen. Der Zubringer auf der Fernverkehrsstrecke von und nach Chennai ist ein Nachtzug der Indian Railways und heißt Nilgiri Express, Blue Mountain Express oder Nilagiri Express.

## Geschichte
Die Nilgiri Mountain Railway ist eine der ältesten Bergbahnen in Indien. Sie wurde schon seit 1845 geplant und 1899 von den Briten nach Plänen des Schweizers Niklaus Riggenbach fertiggestellt. Ursprünglich wurde sie von der Madras Railway betrieben, ab 1908 von der South Indian Railway.
Die Bahn ist heute eine von nur noch wenigen mit Dampflokomotiven betriebenen Eisenbahnen. Der Bezirk Palghat der Indian Railways, der heute für die NMR zuständig ist, fährt jährlich einen Verlust von 40 Millionen Rupien ein. Während der Feierlichkeiten zum hundertjährigen Jubiläum der Nilgiri Mountain Railway 1999 kündigte der damalige Eisenbahnminister, Nitish Kumar, an, dass die Strecke bald elektrifiziert würde. Im Juli 2005 nahm die UNESCO die NMR als Teil der Welterbestätte Gebirgseisenbahnen in Indien auf die Liste des Weltkulturerbes auf, nachdem sie die Voraussetzungen erfüllte. Deshalb wurden die Modernisierungspläne aufgegeben. Von 2011 bis 2021 wurden für die Nilgiri-Bahn in den Golden Rock Workshops insgesamt sechs neue Zahnradbahndampflokomotiven nach den Plänen der vorhandenen Winterthur-Lokomotiven gebaut.

## Betrieb
Auf den Zahnstangenabschnitten unterhalb Coonoor (Kunnur) werden die Züge von Dampflokomotiven der Schweizerischen Lokomotiv- und Maschinenfabrik aus Winterthur den Berg hinauf geschoben, um die maximale Steigung von 81,5 ‰ (ca. 1:12) zu überwinden. Die Zahnradlokomotiven haben separate Antriebe für die Adhäsionräder und für die Treibzahnräder, sodass sie auch ohne Zahnstange verkehren können.
2007 fuhr täglich nur ein Zug auf dem Zahnstangenabschnitt in jede Richtung. Er startete am frühen Morgen in Mettupalayam und kehrte am frühen Abend dahin zurück.

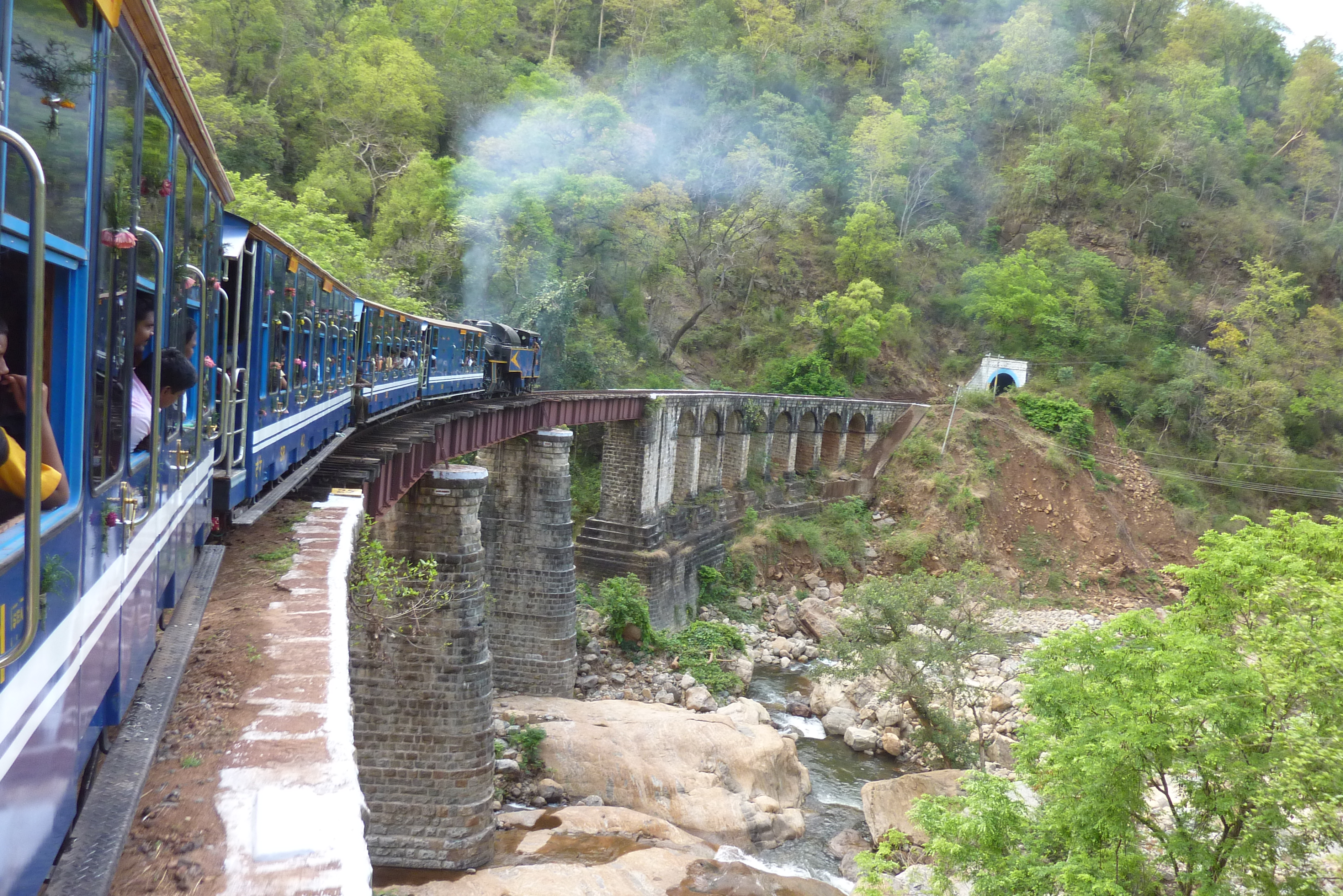
Nilgiri Mountain Railway auf einer Brücke, Mai 2010

Zwischen Coonoor und Udagamandalam kommen gewöhnliche YDM4-Diesellokomotiven zum Einsatz, die die herkömmliche Schienen-Adhäsion nutzen. Auf dieser Strecke wird die Lokomotive immer auf der Coonoor-Seite des Zuges angekuppelt. Die Steigung von 40 ‰ (1:25) ist erheblich, aber nicht so stark, dass ein Zahnradantrieb nötig wäre. 2005 verkehrten täglich vier Züge in jede Richtung.
Die Diesellokomotiven können lediglich im oberen Abschnitt benutzt werden. Die meisten Reparaturen werden im Schuppen von Coonoor durchgeführt, die Dampflokomotiven hingegen werden in den Golden Rock Workshops überarbeitet. Kleinere Reparaturen an den Wagen erfolgen in Mettupalayam, größere in einer der großen Werkstätten.
Wegen starker Erdrutsche im November 2009 fuhr die Bahn bis zum 1. Mai 2010 nicht auf dem Abschnitt Mettupalayam–Coonoor.

## Die Strecke
Der Zug legt eine Entfernung von 46 km (28 Meilen) zurück, dabei fährt er durch 208 Kurven, 16 Tunnel und 250 Brücken. Die Bergfahrt dauert etwa 290 Minuten, die Talfahrt 215.
- Mettupalayam: Anschluss zur Breitspur von und nach Coimbatore. Es gibt einen kleinen Lokschuppen und die Wagenreparaturwerkstätten der Linie. Zwischen Mettupalayum und Kallar wird die Strecke auf konventionelle Weise betrieben. Sie fällt sogar auf einer kurzen Entfernung, bevor sie den Fluss Bhavani überquert und in eine leichte Steigung übergeht.
- Kallar: Kein Passagierbahnhof mehr, hier beginnt der Zahnradabschnitt.
- Adderly: Kein Passagierbahnhof mehr, Stopp zur Wasserversorgung.
- Hillgrove: Zwischenhalt, Stopp zur Wasserversorgung und Verpflegung der Passagiere.
- Runneymede: Kein Passagierbahnhof mehr, Stopp zur Wasserversorgung
- Kateri Road: Kein Passagierbahnhof mehr, kein Stopp.
- Coonoor: Der wichtigste Bahnhof auf der Strecke. Hier am Ende des Zahnradabschnittes befinden sich die Werkstätten für die Lokomotiven. Die Züge müssen ein kleines Stück zurücksetzen, bevor sie die Fahrt Richtung Udagamandalam fortsetzen können. Üblicherweise werden die Dampflokomotiven hier für die Weiterfahrt durch Diesellokomotiven ersetzt.
- Wellington: Ausweichbahnhof
- Aruvankadu: Ausweichbahnhof
- Ketti: Ausweichbahnhof
- Lovedale: Ausweichbahnhof

- Udagamandalam (Ooty): Endbahnhof

## Bildergalerie

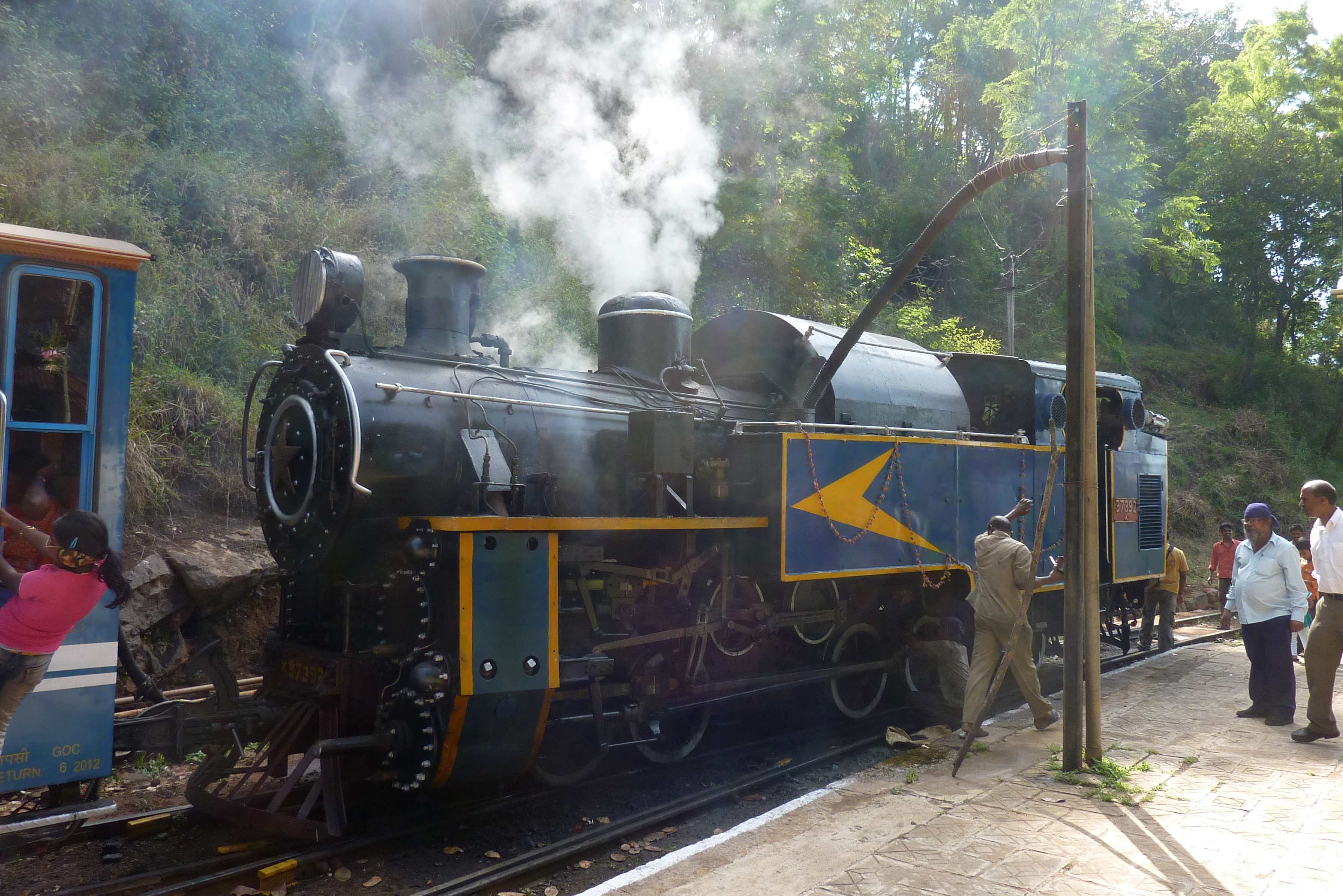
Die Dampflok auf dem unteren Abschnitt
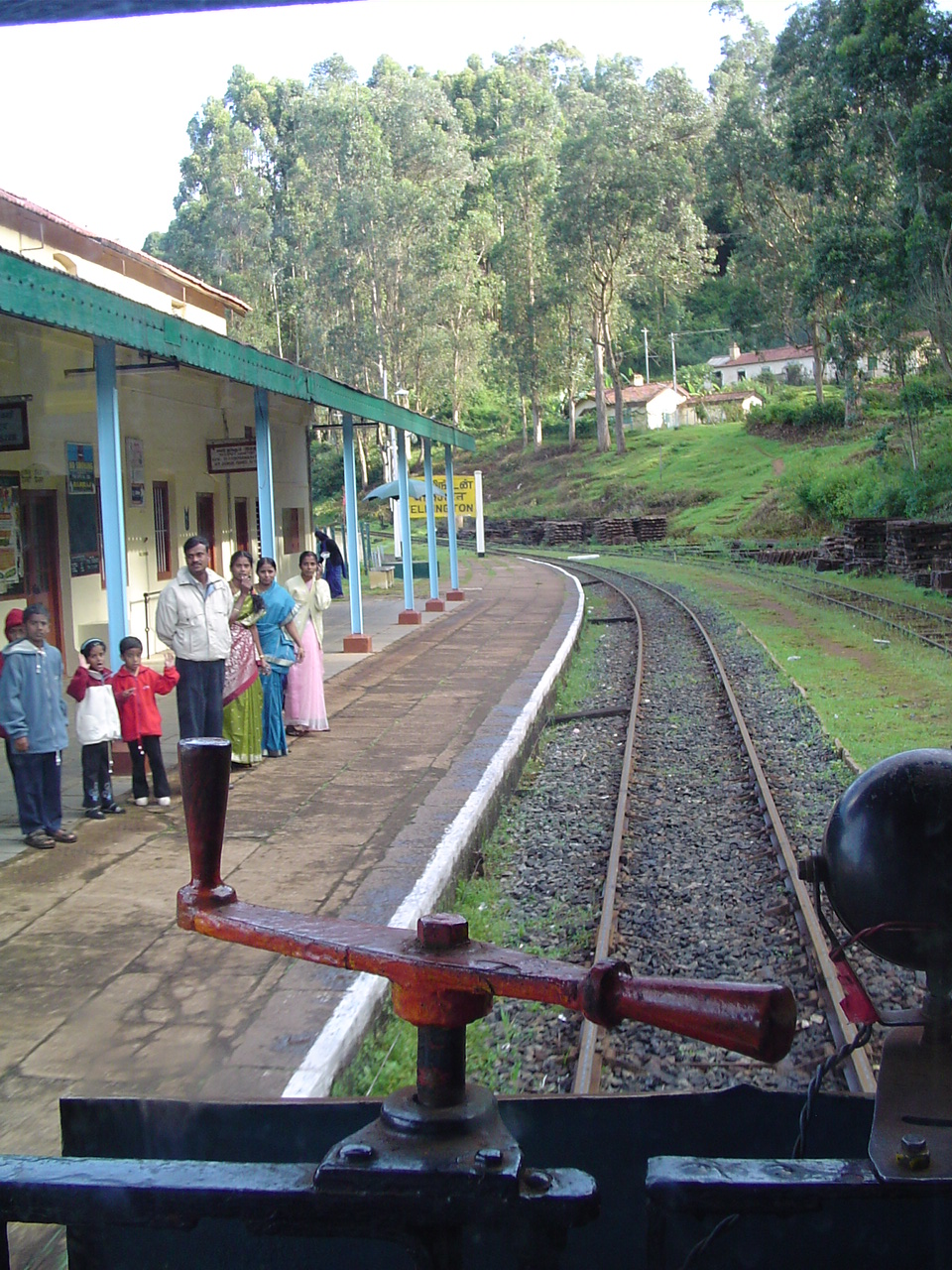
Der Bahnhof von Wellington
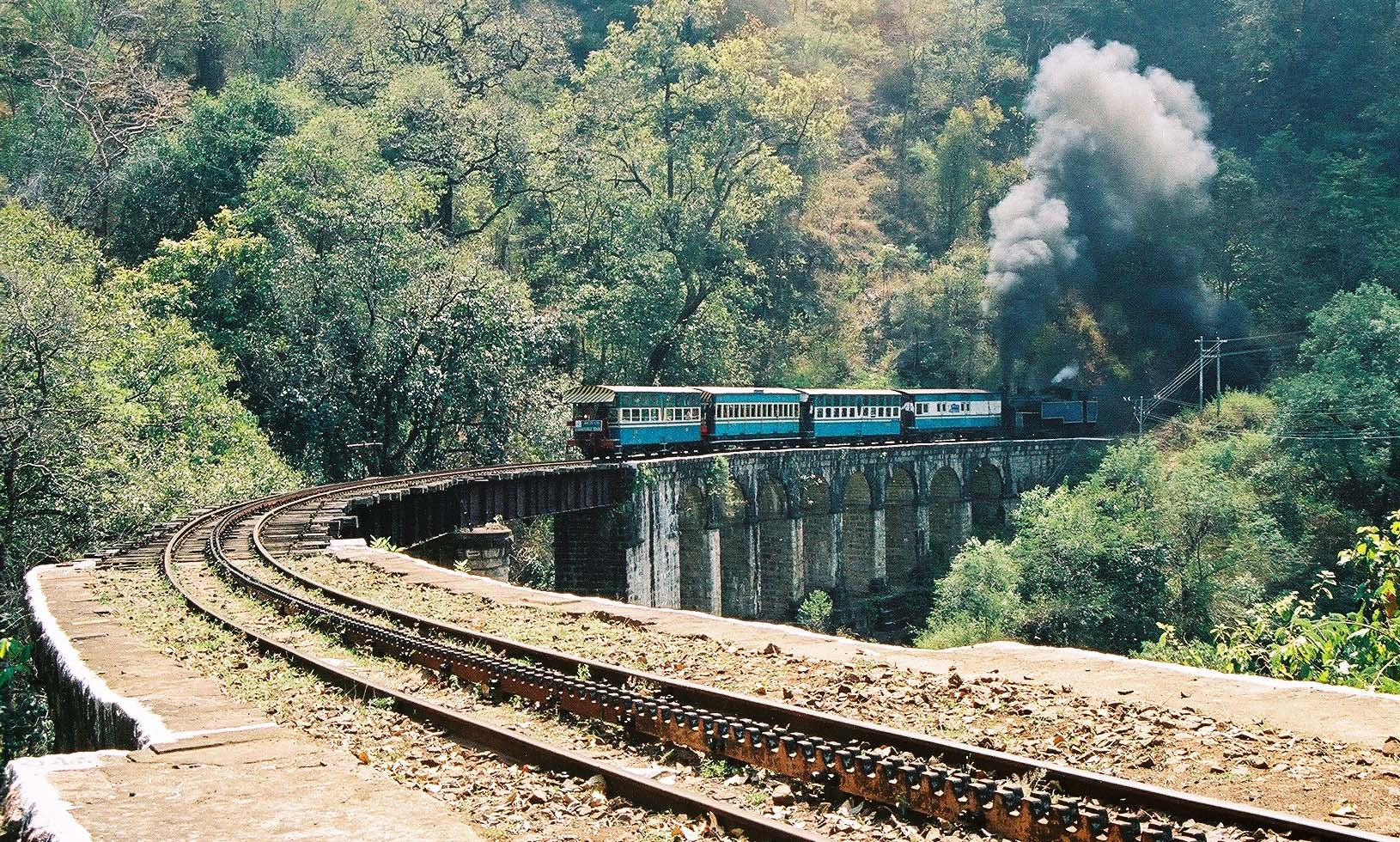
Ein Zug auf dem größten Viadukt der Strecke
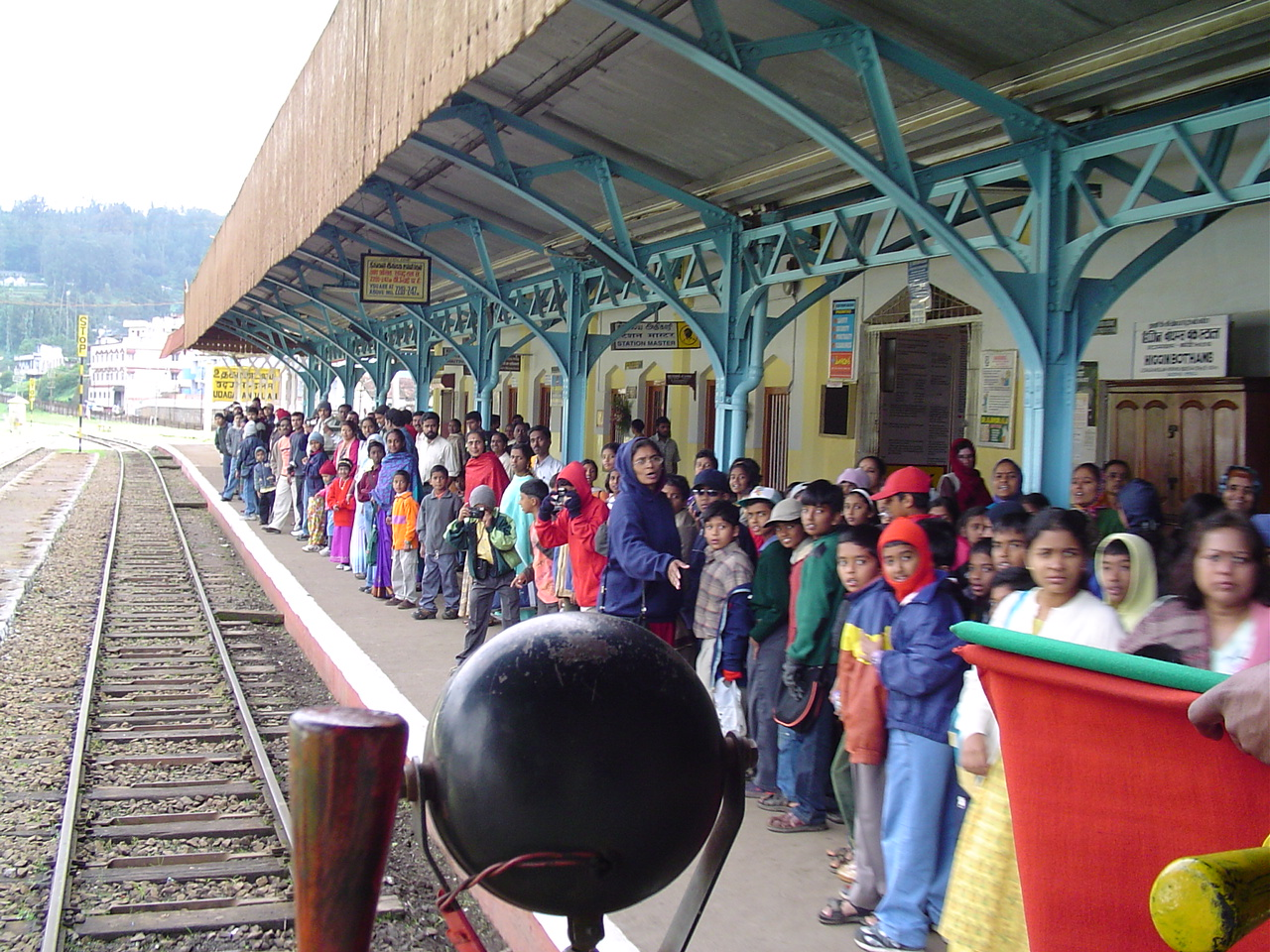
Nilgiri-Zug im Bahnhof von Ooty

## Film
- Alexander Schweitzer: Mit dem Zug durch … Indiens Blaue Berge. Deutschland, SWR, 2009, 44 Min. (frz. Un billet de train pour l’Inde des montagnes Bleus.)